# Henri Breuil

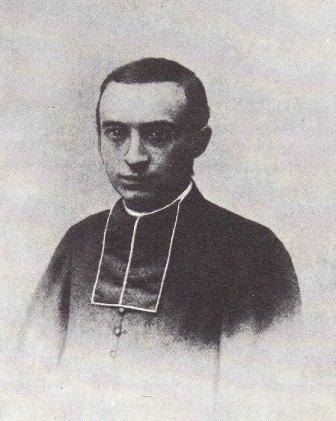
Henri Breuil

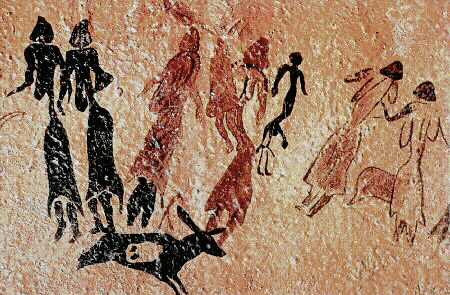
El Cogul – Roca dels Moros

Henri Édouard Prosper Breuil (* 28. Februar 1877 in Mortain, Manche; † 14. August 1961 in L’Isle-Adam, Val-d’Oise) war ein französischer Prähistoriker und römisch-katholischer Priester. Er wurde als „Papst der Vorgeschichte“ bezeichnet und zeichnete sich durch seine Pionierarbeit bei der Erstellung einer Chronologie der Altsteinzeit mit der Klassifizierung paläolithischer Industrien und der Erforschung der prähistorischen Parietalkunst aus, zu deren Akzeptanz er maßgeblich beitrug.

## Leben
Henri Breuil trat 1895 ins Priesterseminar St. Sulpice in Paris ein. Durch seinen Lehrer Jean Guibert wurde er dort in die damals noch neuen Gedanken der Evolutionstheorie eingeführt. Er wurde am 9. Juni 1900 zum katholischen Priester geweiht, weshalb er in Frankreich allgemein als Abbé Breuil bekannt ist. Ein Pfarramt nahm er niemals wahr, führte aber gelegentlich Kasualien durch und äußerte sich auch zu Fragen des Verhältnisses zwischen Wissenschaft und Religion. Hauptberuflich widmete er sich wissenschaftlichen Arbeiten, lehrte ab 1905 Vorgeschichte an der Universität Freiburg (Schweiz), ab 1910 am Institut de Paléontologie Humaine in Paris, und von 1929 bis 1947 am Collège de France. 1938 wurde er Mitglied der Académie des Inscriptions et Belles-Lettres. 1924 erhielt er die Daniel Giraud Elliot Medal, 1948 die Prestwich Medal der Geological Society of London. 1958 erhielt er die erstmals verliehene Albrecht-Penck-Medaille für Forschung zum Quartär. 1955 wurde er zum Fellow der Royal Society of Edinburgh gewählt.

## Erforschung der altsteinzeitlichen Kunst

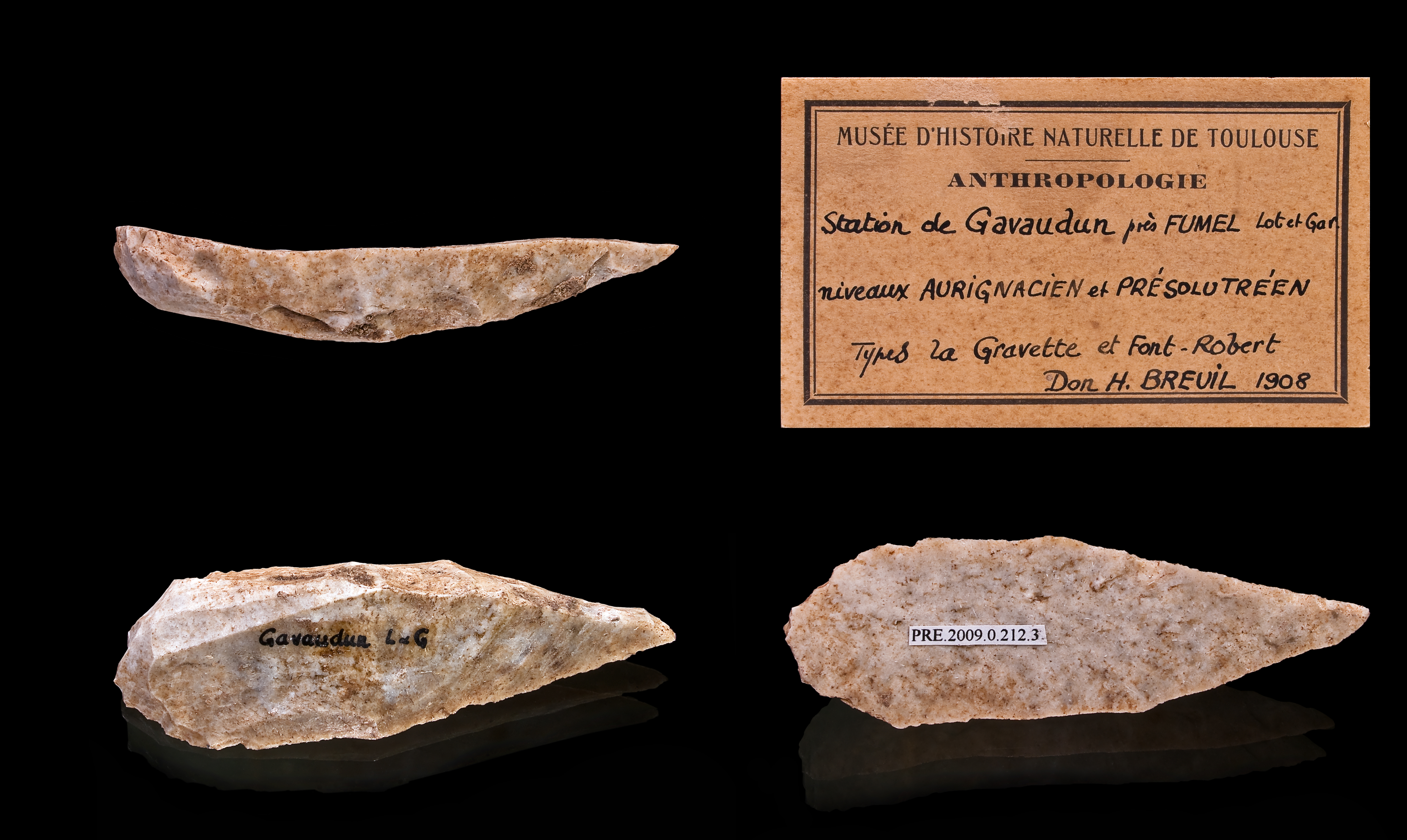
Schaber («Grattoirs») aus dem Aurignacien – Sammlung Breuil (Muséum de Toulouse)

Zusammen mit Louis Capitan (1854–1929) und Denis Peyrony (1869–1954) entdeckte Breuil 1901 in den Höhlen Les Combarelles und Font de Gaume im Département Dordogne Wandmalereien der Cro-Magnon-Zeit. Diese belegen, dass es bereits vor 40.000 Jahren eine hoch entwickelte Kunst gab. 1902 lud ihn Émile Cartailhac ein, die Malereien von Marsoulas und Altamira zu studieren. Danach nahm er an der Untersuchung verschiedener Fundstellen in Frankreich, Spanien und Südafrika teil. Insbesondere ist er der erste Vorgeschichtler, der die Höhle von Lascaux besuchte und beschrieb. Viele Felsbilder erhielten ihre Namen durch Abbé Breuil und wurden durch dessen Untersuchungen bekannt. Er kopierte die Zeichnungen farbig mit der Hand. Diese wurden dann in der Fachliteratur veröffentlicht – so auch der „Dieu cornu“ oder „Zauberer von Les Trois-Fréres“ (Drei-Brüder-Höhle), ein Mann-Tier-Mischwesen (siehe auch: Gehörnter Gott).
Im Jahr 1912 inspizierte Abbé Breuil die Höhlenmalereien in der Cueva de la Pileta beim Dorf Benaoaján in Andalusien; 1913 beschrieb er die Höhle Cova de les Calaveres beim valencianischen Benidoleig. Seine 1938 bis 1939 durchgeführten Untersuchungen von Steintafeln aus dem Magdalénien mit Ritzzeichnungen von Tieren und erstaunlich modern gekleideten Menschen, die in der Höhle von La Marche bei Lussac-les-Châteaux entdeckt wurden. bestätigten seine Theorie, dass die Menschen der Steinzeit schon weiter entwickelt gewesen sein musste als bis dahin angenommen.

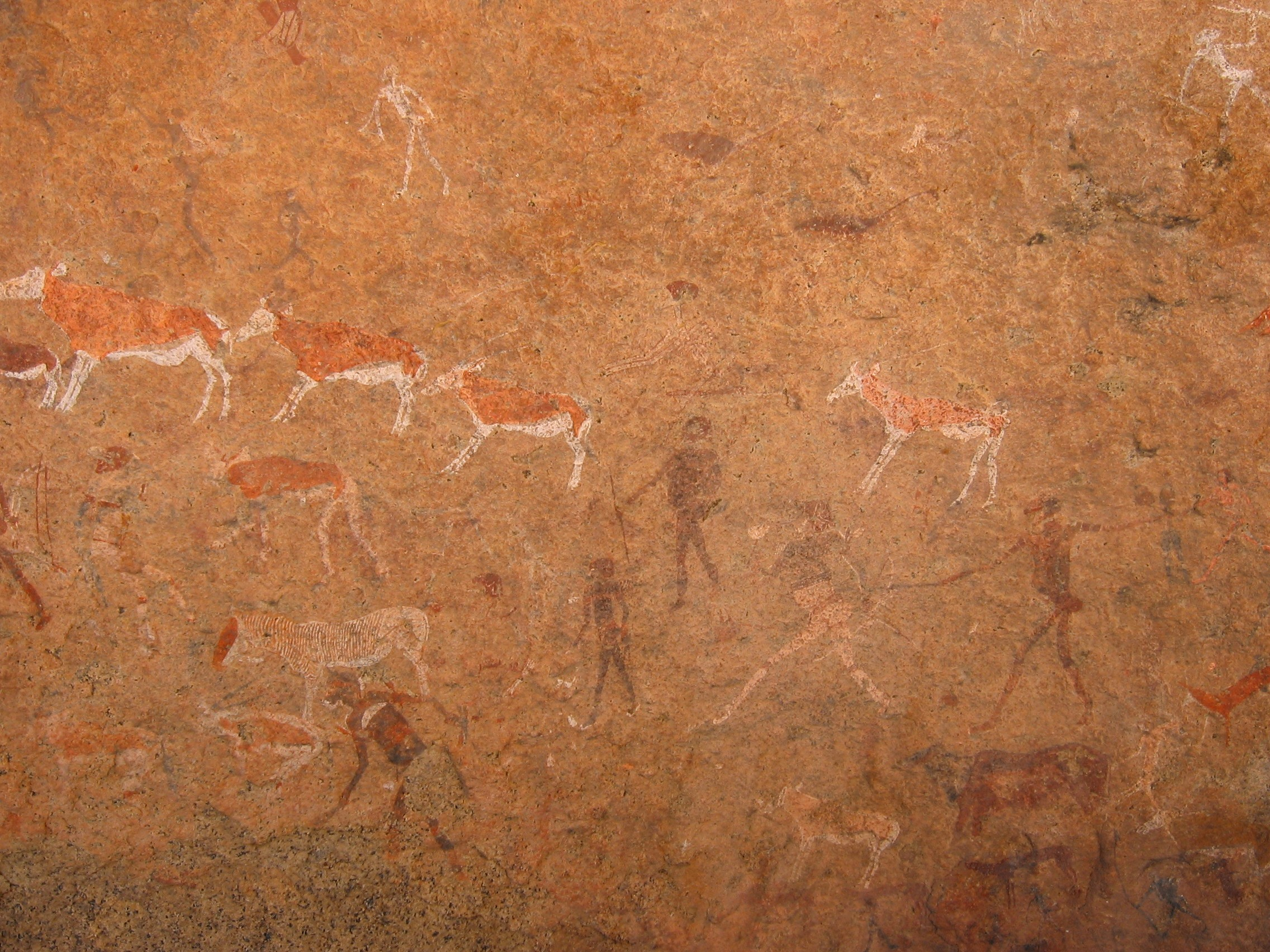
Jagdszene mit „Weißer Dame“

Die prähistorische Kunst führte ihn in den 1940er und 1950er Jahren mehrfach auch ins südliche Afrika und ins heutige Namibia, wo er die bereits im Jahre 1918 entdeckten Felsbilder im Brandbergmassiv untersuchte und eines der Bilder als „Weiße Dame“ interpretierte. Heute ist sich die Forschung sicher, dass es sich um die Darstellung eines Jägers oder Kriegers handelt, doch die Namen „Dame blanche“ oder „White Lady“ blieben bis heute erhalten. Ein weiterer Irrtum Henri Breuils war die von ihm formulierte Verbindung zwischen der schwarzafrikanischen Felskunst mit der altkretischen Malerei der griechischen Frühzeit.

## Veröffentlichungen
Während seines Lebens veröffentlichte Abbé Breuil über 800 kürzere Artikel in diversen Fachzeitschriften. Mit seinem Hauptwerk Quatre cent siècles d'art pariétal (1952), einer Zusammenstellung der zur damaligen Zeit bekannten altsteinzeitlichen Wandmalereien aus Frankreich, erlangte er weltweite Bekanntheit. Dieses Buch ist das Ergebnis von mehr als 700 Tagen unterirdischer Forschung. Breuil strebte darin vor allem eine genaue Wiedergabe und Beschreibung der altsteinzeitlichen Werke und ihre Datierung an.